# بوکچیتو (اکلاهما)
بوکچیتو(به انگلیسی: Bokchito) شهری در ایالت اکلاهما کشور ایالات متحده آمریکا است که جمعیت آن در سرشماری سال ۲۰۱۰ میلادی، ۶۳۲ نفر بوده‌است.